# MedRxiv
medRxiv (вимовляється як «мед-архів») — це онлайн-журнал, що публікує медичні дослідження з усіх дисциплін медичних наук. Він безкоштовно розповсюджує публікації в галузі медицини та клінічних досліджень.
У січні 2022 року на medRxiv було випущено понад 10 000 публікацій, що на 50 % більше, ніж у січні 2020 року. Станом на травень 2023 року medRxiv містить понад 42 000 публікацій.
Сайт був заснований у 2019 році Джоном Інглісом і Річардом на сервері з Cold Spring Harbor Laboratory (англ. CSHL), Теодорою Блум і Клер Роулінсон з BMJ (медичний видавець) і Джозефом Россом і Харланом Крумгольцом з Єльського університету. Сервер належить і управляється CSHL.
medRxiv і його дочірній сайт bioRxiv були основними джерелами для поширення досліджень про COVID-19.
medRxiv індексується такими службами, як Crossref і Google Scholar. З лютого 2020 року medRxiv індексується в PubMed.